# 在英アメリカ空軍
在英アメリカ空軍（United States Air Force in the United Kingdom）は、イギリス国内に駐留しているアメリカ空軍（アメリカ欧州軍）である。

## 概要

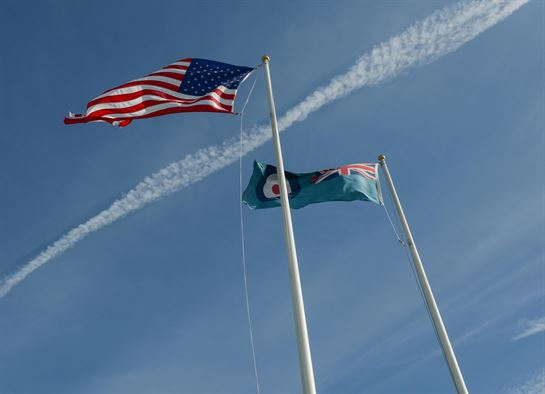
アメリカ合衆国国旗とイギリス空軍旗

在英米軍の起源は、1941年1月27日から3月27日の間に締結されたナチス・ドイツに対抗するため作戦に対するのアメリカ軍（アメリカ合衆国）を駐留協定に遡る。その結果、1941 年5月19日にロンドンで特別な米国陸軍監視団の駐留及び活動を開始した。
イギリス国内の基地の中にはアメリカ空軍専用の基地もあり、イギリス軍及びイギリス空軍（国防省）の立ち入りは禁止されている場所もある。また、戦後直後には数万と超えるアメリカ軍の駐留を許可していた。

## イギリス裁判所の審理を阻止
チャゴス諸島の一部ディエゴガルシア島はイギリス領であるが、イギリス政府は島全体をアメリカ合衆国に貸与しているため、イギリス領であるものの、レストランやスーパーマーケットなど民間施設もアメリカ合衆国の完全な管理下に置かれている。
アメリカ合衆国連邦政府はイギリス裁判所の審理を阻止していた事が明らかとなった。アメリカ合衆国側は、イギリス領内であるが、米軍基地（事実上のアメリカ合衆国の領土）の安全保障上の問題のためであるとしている。また、在英米軍基地内の内部調査も、イギリス側が拒否されていたことも明らかになった。

## 事件
第二次世界大戦中、イギリス国内に駐留していたアメリカ合衆国軍のアメリカ兵士はイギリス人女性に対して126件の強姦だったことが明らかになっている。
ロバート・J・リリーの研究では、第二次世界大戦中と戦後にイギリス、フランス、ドイツで合計14,000人のヨーロッパの民間人女性がアメリカ兵に強姦されたと推定されている。 戦後のイギリスも米軍基地周辺では強姦事件などが多発していた。